# Barawertornis tedfordi
Il barawertornite (Barawertornis tedfordi) è un uccello estinto, appartenente ai dromornitidi. visse tra l'Oligocene superiore e il Miocene inferiore (circa 25 - 22 milioni di anni fa) e i suoi resti fossili sono stati ritrovati in Australia.

## Descrizione
Questo uccello soveva essere grande all'incirca quanto un odierno casuario (gen. Casuarius), ed è probabile che pesasse circa 80 - 95 chilogrammi. Rispetto agli altri dromornitidi successivi, Barawertornis aveva dimensioni minori e una corporatura più snella. Si suppone che potesse essere simile a i casuari attuali, privo di ali (o dotato di ali minuscole) e inetto al volo, dalle zampe posteriori possenti e probabilmente adatte alla corsa. 

## Classificazione
I primi fossili di questo animale vennero ritrovati nel 1963 in depositi oligo-miocenici della zona di Riversleigh, in Queensland. La descrizione scientifica avvenne nel 1979, ad opera di Patricia Vickers-Rich, che denominò i resti con il nome di Barawertornis tedfordi. Inizialmente questo animale era noto per tre frammenti di ossa delle zampe e per una vertebra dorsale, ma successivamente sono stati ritrovati tibiotarsi frammentari e ulteriori ossa delle zampe (Murray e Vickers-Rich, 2004; Nguyen et al., 2010).
Barawertornis è considerato il più piccolo e il più antico membro dei dromornitidi, un gruppo di uccelli estinti tipici dell'Australia, noti anche come Mihirungs e solitamente di dimensioni gigantesche. Analisi filogenetiche indicano che Barawertornis era il più basale fra tutti i dromornitidi.

## Paleoecologia
L'ambiente in cui viveva Barawertornis doveva essere caldo umido e forestale, molto simile a quello in cui vivono i casuari attuali in Nuova Guinea. È probabile che lo stile di vita di Barawertornis fosse molto simile a quello degli attuali casuari (Nguyen et al., 2010). 